# From Here to Eternity (canción)
«From Here to Eternity» es el segundo sencillo del álbum Fear of the Dark de Iron Maiden, lanzado en 1992. Esta canción es la cuarta y la más reciente de la saga iniciada por "Charlotte the Harlot" (las otras canciones incluidas son "Charlotte the Harlot" "22 Acacia Avenue" y "Hooks in You"). La canción cuenta sobre el fatídico paseo de Charlotte sobre una motocicleta, acompañada por el demonio.

## Lista de canciones
1. «From Here to Eternity» (Steve Harris) – 3:37
2. «I Can't See My Feelings» (versión de Budgie) – 3:50
3. «Roll Over Vic Vella» (versión de Chuck Berry con distinta letra) – 4:48
4. «No Prayer for the Dying» (en vivo) (Harris) – 4:24
5. «Public Enema Number One» (en vivo) (Bruce Dickinson, Dave Murray) – 3:57

## Miembros
- Bruce Dickinson – vocalista
- Dave Murray – guitarrista
- Janick Gers – guitarrista, voz secundaria
- Steve Harris – bajista, voz secundaria
- Nicko McBrain – baterista